# Literatura chechena

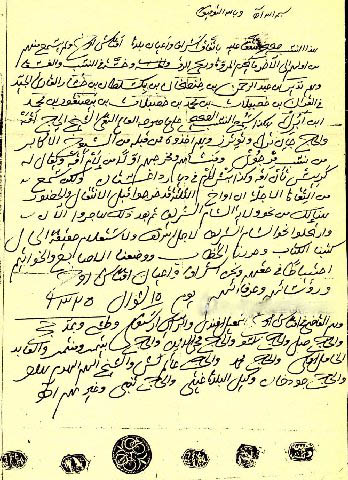
La página Merzhaya teptara escrita en escritura árabe (compilada en Aktash-Aukh, 1907).

Literatura chechena (en idioma checheno:Нохчийн литература)- «Libros de la lengua chechena», ya sea escrita por autores chechenos o de algunos otros idiomas. Nació sobre la base de textos teológicos cristianos y luego islámicos, penetrando al Cáucaso del norte desde el exterior, así como el folklore local diverso: el arte popular oral, en el que el pensamiento filosófico, el lenguaje, las imágenes artísticas y los símbolos de los pueblos naj han sido perfeccionados durante siglos. A veces, junto con el idioma ingusetio, se funde en una comunidad literaria, debido a la cercanía de los idiomas y la similitud de los destinos históricos de los pueblos étnicamente relacionados: chechenos e ingusetios.
La literatura creada por medio de la escritura chechena comenzó a existir entre 1925 y 1927, cuando se introdujo en esta letra, inicialmente basada en el alfabeto latino, luego el alfabeto cirílico.

## Orígenes
Las fuentes del origen de la ficción en Chechenia son el rico arte popular oral: La epopeya de Nart, las canciones populares, las tradiciones y los cuentos. El folklore local fue influenciado por los procesos históricos experimentados por los Naj, así como por las relaciones con otras tradiciones artísticas caucásicas. En las fuentes georgianas se menciona la correspondencia en idioma georgiano entre los ancianos naj y los reyes georgianos. Posteriormente, en relación con la difusión de otra religión: el Islam, los intelectuales locales estaban satisfechos con su compromiso con la cultura medieval de los árabes, con su rica tradición literaria musulmana y gráficos árabes. La aparición en el territorio de la actual Chechenia de las primeras muestras de literatura escrita en árabe se remonta a finales del siglo XV.
Las crónicas familiares originales de este pueblo, tepparas, textos históricos que exponen la historia y la genealogía de un clan familiar particular el taip durante mucho tiempo, así como los eventos más importantes en la vida de los taip y de todo el pueblo, pueden considerarse formas originales de literatura chechena. Según los materiales del folclore, estas grabaciones se hicieron sobre cuero, madera y piedra.

## El surgimiento de la escritura
Con la difusión de la influencia del Imperio ruso en la región de residencia de los chechenos, algunos de ellos comenzaron a centrarse en la cultura rusa. En el período del cambio del sistema político en Rusia (la revolución de 1917), el proceso de formación de los chechenos propiamente dichos como un pueblo separado de los Naj orientales todavía estaba en curso. Una serie de guerras y confrontaciones condujeron al hecho de que una alta cultura nacional entre este distinguido pueblo tuvo que crearse de nuevo; durante este período, los chechenos no tenían su propio idioma escrito o literatura en ese idioma. El desarrollo intensivo del idioma literario local comenzó después de la introducción del alfabeto latino en 1925-1927. Estas reformas, así como la introducción de la educación primaria universal en la URSS en 1930, contribuyó al rápido crecimiento de la intelectualidad chechena. En 1929, se abrieron las dos primeras escuelas pedagógicas, que formaron a maestros chechenos en Grozny; en septiembre de 1938, la ciudad abrió su propio instituto pedagógico con tres facultades: física, matemática, historia y filología. Sin embargo, debido a las represiones estalinistas masivas, a finales de 1938, la República Autónoma Socialista Soviética de Chechenia e Ingusetia había perdido casi toda su capa de educación y más tarde en el nivel de educación, los chechenos, como los ingusetios, estaban rezagados con respecto a muchos otros pueblos del norte del Cáucaso.

## Período soviético
El fundador de la literatura soviética chechena fue Saida Baduev, el autor de la primera novela chechena, El hambre. A fines de la década de 1920, principios de la década de 1930, escribió varios cuentos, obras de teatro y una novela dedicada al tema de la emancipación de la mujer: Petimat. El trabajo de los poetas y escritores Saidbey Arsanov (la novela Dos generaciones), Shamsuddin Aiskhanov, A. Dudaev, Arbi Mamakayev, Magomed Mamakayev, Nurdin Muzayev, Akhmad Nazhaev, Khalid Oshaev, Ibragim-Bek Sarkaev se hizo ampliamente conocido durante estos años.
Durante el período de represiones estalinistas, se causó un gran daño al desarrollo de la literatura chechena: se presentaron numerosos casos contra escritores talentosos acusados de actividad contrarrevolucionaria, y la publicación de obras en idioma checheno se detuvo durante la deportación del pueblo checheno (1944-1957).
Después del regreso de la mayoría de los chechenos del exilio, en el período de los años sesenta y ochenta, la prosa comenzó a dominar en la literatura chechena, en primer lugar, la novela histórica  Cuando se conoce la amistad" (S. A. Arsanov), Murid of the Revolution, Zelimkhan(M. A. Mamakayev),La República de los Cuatro Gobernantes ( Shima Okuev),Largas noches, Relámpagos en las montañas (Abuzar Aydamirov), Años de llamas (H. Oshaev). Las novelas de Nurdin Muzayev, Magomed Musaev, D. Dadashev, U. Akhmadov, Khamzat Sarakayev están dedicadas a temas contemporáneos y otros, la poesía de A. Sh. Mamakayev, N. Muzayev, Z. Mutalibov, H. Edilov y otros se convirtieron en un fenómeno notable. Abdul-Hamid Khamidov, H. Oshaev, M. Musaev, N. Muzayev, B. Saidov, U. Akhmadov, L. Yakhyaev, Ruslan Khakishev y otros hicieron una gran contribución al drama checheno. A principios de la década de 1990, se lanzó la novela de Magomet Sulaev Las montañas oyen, pero son silenciosas, dedicada al tema trágico de la deportación del pueblo checheno.
En la década de 1980 y principios de 1990, una nueva generación de poetas (Huseyn Satuev, Shaid Rashidov, Said Gatsaev, Zelimkhan Yandarbiev, Zayndi Baykhadzhiev, Ilman Yusupov, Apti Bisultanov, Sharip Tsuruyev y otros) y escritores en prosa (Musa Akhmadov, Z. Abdullaev, Said-Khamzat Nunuev, Musa Beksultanov, Sayd-Hassan Katsaev y otros), llegaron a la literatura chechena.